# چلکره
چلکره (به انگلیسی: Challakere) یک منطقهٔ مسکونی در هند است که در بخش چترادرگا واقع شده‌است. چلکره ۳۱٫۱۲ کیلومتر مربع مساحت و ۵۵٬۱۹۴ نفر جمعیت دارد و ۵۸۵ متر بالاتر از سطح دریا واقع شده‌است.